# سیارک ۳۴۶۸
سیارک ۳۴۶۸ (به انگلیسی: 3468 Urgenta، نامگذاری:1975AM) سه هزار و چهارصد و شصت و هشتمین سیارک کشف شده‌است که در ۷ ژانویه ۱۹۷۵ کشف شد.
قدر مطلق سیارک برابر ۱۱٫۷۰ است.